# さんま&岡村のプレミアムトークショー 笑う!大宇宙スペシャル!!
『さんま&岡村のプレミアムトークショー 笑う!大宇宙スペシャル!!』（さんまアンドおかむらのプレミアムトークショー わらうだいうちゅうスペシャル）とは、日本テレビ系列で2011年9月20日の19:56 - 22:48（JST）と、23:58 - 24:29（JST）に放送されたトークバラエティ番組の特別番組であり、明石家さんまと岡村隆史の冠番組でもある。

## 概要
明石家さんまと岡村隆史（ナインティナイン）が司会としてタッグを組む初めての番組。岡村がさんまに「出会い」を提供することをコンセプトとして、さんまが興味を持つと思われる一般人を岡村がプレゼンし、さんまに引き合わせる。
収録は2日に分けられ、合わせて11時間に及んだ。
2011年9月20日19:56 - 22:48に3時間番組として放送されるが、エッジが効きすぎてゴールデンタイムで放送できないトークは延長戦として同日23:58 - 24:29に放送した。
当初は2010年9月に放送する予定だったが、岡村の長期休養により収録そのものが延期となっていた。
2012年5月29日19:56 - 21:54には第2弾として『さんま岡村の日本人なら選びたくなる二択ベスト50!SP!』が放送された。
2014年9月29日22:00 - 23:30には第3弾として『さんま&岡村祭り オトコってバカねSP』が放送される。

## 出演者

### 司会
- 明石家さんま
- 岡村隆史（ナインティナイン）

### ゲスト
- 栗山千明
- 土田晃之
- 松本伊代
- 五月みどり
- 吉田豪
- クリスタル・ハリス
- ビートたけし
- 仲宗根梨乃

ほか

## スタッフ
- ナレーション：AMEMIYA（本編）、諏訪部順一（延長戦スペシャル）
- 構成：大岩賞介／安達元一、堀江利幸、町山広美、久保貴義
- TM：木村博靖
- SW：渡辺滋雄
- CAM：山田祐一
- MIXER：池田正義
- AUD：藤岡絵里子
- VE：山口考志
- 照明：小川勉
- モニター：吉邑光司
- 技術協力：NiTRo、ジャパンテレビ
- ロケ技術：ヌーベルバーグ、八峯テレビ
- 美術：林健一
- デザイン：栗原純二、高橋太一
- 大道具：大川啓介
- 電飾：柏木淳
- 小道具：米山幸市
- 花装飾：松本美智子
- 持道具：上田薫
- 衣裳：中島宏人
- メイク：小野かおり
- 美術協力：日テレアート
- 編集：谷崎健一（ALL VISION）
- MA：荒川望（ALL VISION）
- 音効：森山顕仁（ヘンドリックス）
- TK：山際慎子
- デスク：内野幸
- 編成：吉無田剛
- 広報：角田久美子
- 営業：加藤友規
- CG：浜根玲奈（teevee graphics,inc.）
- リサーチ：山口真知子、中原佑、野村直子・田澤雄太（ビスポ）
- 海外コーディネート：一瀬恵美子
- 映像協力：中野裕之
- スタイリスト：矢野悦子（さんま担当）、フローティングアイランドジャパン（岡村担当）
- 協力：吉本興業
- AD：山本純子、斉藤芳之
- AP：高橋正子
- ディレクター：大岡慎介、諏訪一三、那須太輔、塩入修、真船潤、小嶋智仁、冨田大介
- プロデューサー：小林宏充、高家宏明、植松保弘、浜田和宏、本間正幸
- プロデューサー・演出：大友有一
- 総合演出：宮下仁志、伊藤慎一
- チーフプロデューサー：松崎聡男
- エグゼクティブプロデューサー：吉川圭三
- 制作協力：オフィスぼくら、SION
- 製作著作：日本テレビ